# Морски език
Морските езици (Pegusa lascaris) са вид актиноптери от семейство Морски езици (Soleidae).
Те са незастрашен вид.
Таксонът е описан за пръв път от Антоан Рисо през 1810 година.